# Le Mesnil-Guillaume
Le Mesnil-Guillaume è un comune francese di 573 abitanti situato nel dipartimento del Calvados nella regione della Normandia.

## Società

### Evoluzione demografica
Abitanti censiti